# Une rue de village, Louveciennes
Une rue de village, Louveciennes, aussi appelé Rue de Voisins, Louveciennes, est un tableau réalisé par Camille Pissarro en 1871. Il se trouve actuellement à la Manchester Art Gallery, au Royaume-Uni.

## Description
Le tableau représente la rue de Voisins à la hauteur du château de Voisins à Louveciennes.

## Analyse

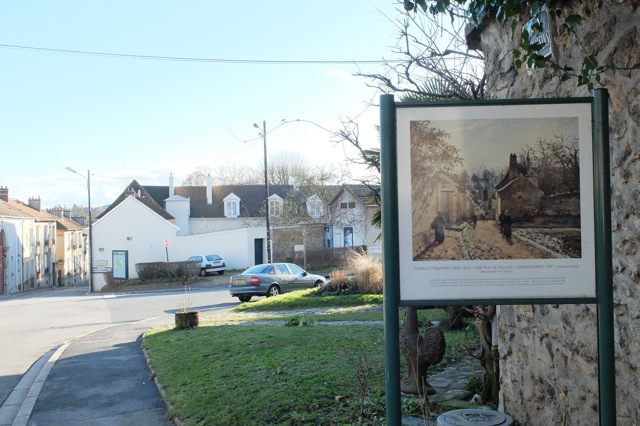
Rue du village actuel.

C'est vraisemblablement le premier tableau que Pissarro réalise après son séjour à Londres.  
Quelques mois plus tôt, Alfred Sisley qui habitait à proximité, rue de la Princesse, représente également cette vue dans le premier de ses tableaux répertorié à Louveciennes, intitulé Premières neiges à Louveciennes .

## Provenance
- Exposition d'été, Durand-Ruel, Londres, 1872, no. 27, sous le titre Village near Paris, invendu[3] ;
- Samuel Barlow, Stakehill House, Middleton, Lancashire, probablement en 1875 ;
- Vente Samuel Barlow, Christie's, Londres, 8 ou 9 juin 1883, no 202, sous le titre A Village Street, racheté par Samuel Barlow pour 21 guinées ;
- par legs à sa petite-nièce, Enid Holden, Llandudno ;
- Acheté à Mlle Enid M. Holden avec l'aide du Victoria and Albert Museum Purchase Grant Fund, 1969.

## Reproduction sur un parcours du Pays des Impressionnistes

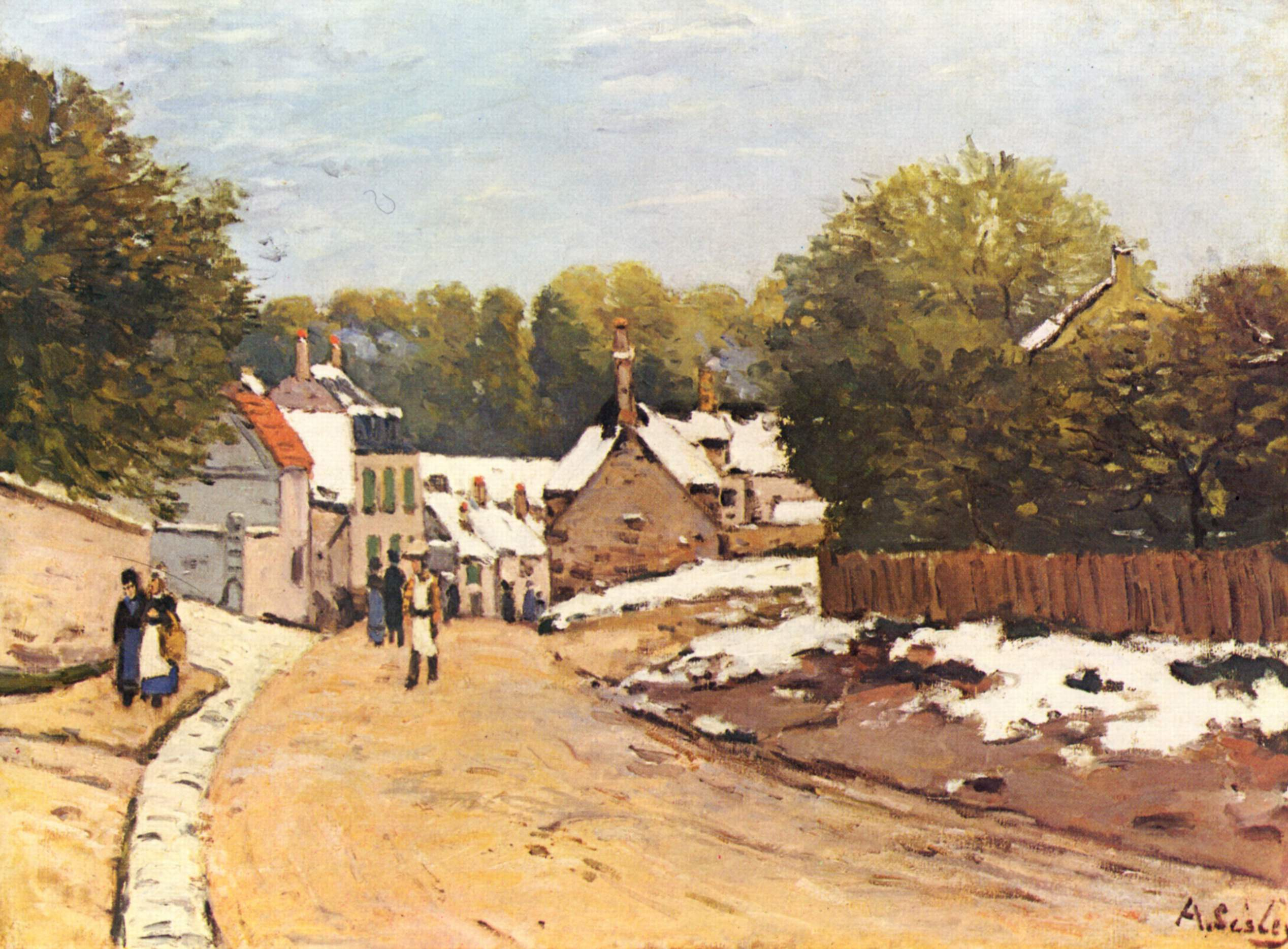
Premières Neiges à Louveciennes par Sisley, 1870, Musée des beaux-arts de Boston

Une reproduction du tableau grandeur réelle est exposée depuis les années 1990 à l'endroit de sa création, sur un des parcours pédestres du Pays des Impressionnistes. Il se trouve à l'angle de la rue de Voisins et de la maison de la mère d'Auguste Renoir.
Certaines demeures bordant la rue furent reconstruites après la Première Guerre mondiale. On retrouve de nos jours le mur d'enceinte du château de Voisins, à gauche du tableau, la maison de droite et sa cheminée, plus petite cependant.